# La Mola (Sant Llorenç del Munt)
La Mola és una muntanya del massís de Sant Llorenç del Munt, situat a la Serralada Prelitoral. Amb 1.103,25 m d'alçada, és el punt més elevat del massís i és el sostre comarcal del Vallès Occidental. Administrativament, el cim i gran part de la muntanya pertanyen al municipi de Matadepera, si bé alguns contraforts del vessant est són al terme municipal de Castellar del Vallès i alguns contraforts del vessant nord són al terme municipal de Sant Llorenç Savall.
Al cim s'hi troba el monestir de Sant Llorenç del Munt, d'estil romànic, documentat per primera vegada l'any 947 i inclòs a l'Inventari del Patrimoni Arquitectònic de Catalunya com a Bé Cultural d'Interès Nacional el 1931. En estances antigues del monestir, també s'hi trobava el restaurant «La Mola» i el Punt d'Informació del Monestir de Sant Llorenç del Munt. La muntanya és dins del límit del Parc Natural de Sant Llorenç del Munt i l'Obac, creat el 1972. Des del 2000 també forma part de l'Inventari d'espais d'interès geològic de Catalunya inventariat com espai d'interès geològic en el conjunt de la geozona Sant Llorenç del Munt i l'Obac, la qual forma part del parc natural majoritàriament.
Des de finals del segle xix, quan començà el muntanyisme a Catalunya, la Mola i el massís de Sant Llorenç del Munt en general ha sigut un lloc habitual d'excursionistes, aplecs religiosos o culturals i d'estudiosos de diverses disciplines. Posteriorment, també ha sigut freqüentada per practicants d'esport d'aventura com l'escalada o l'espeleologia. Està inclosa al repte dels «100 Cims» de la Federació d'Entitats Excursionistes de Catalunya i a la llista dels «100 cims més emblemàtics de Catalunya» de l'Institut Cartogràfic i Geològic de Catalunya.

## Etimologia
Una «mola» és una muntanya isolada, de forma massissa, de perímetre arrodonit, amb el cim aplanat i els flancs superiors molt rostos. Al Diccionari etimològic i complementari de la llengua catalana, del lingüista Joan Coromines, l'autor cita: "Com a nom orogràfic mola prové, per comparació de la forma de les grans moles pètries de les serres, de contorn arrodonit i parets enrondants quasi aplomades, amb la colossal mola d'un molí gegant o ciclòpic".
A banda de la Mola de Sant Llorenç del Munt, també hi ha altres cims anomenats la Mola, a més d'altres orònims com collades, penínsules, santuaris, castells dalt d'un cim, veïnats o masades situats a dalt d'una mola o corrents d'aigua o camins formats al peu d'una mola. També hi ha topònims amb la forma plural «moles» així com també els derivats «moleta», «moletes», «molella», «molelles», «molatelles», «moletó» i «moletons».
L'origen etimològic de «mola» prové del llatí mola ("mola", pedra rodona amb un forat al mig que forma part del mecanisme de moldre d'un molí), del verb molere ("moldre"), el qual està relacionat amb l'arrel indoeuropea * mel- ("moldre", "refinar").

## Geografia

### Situació

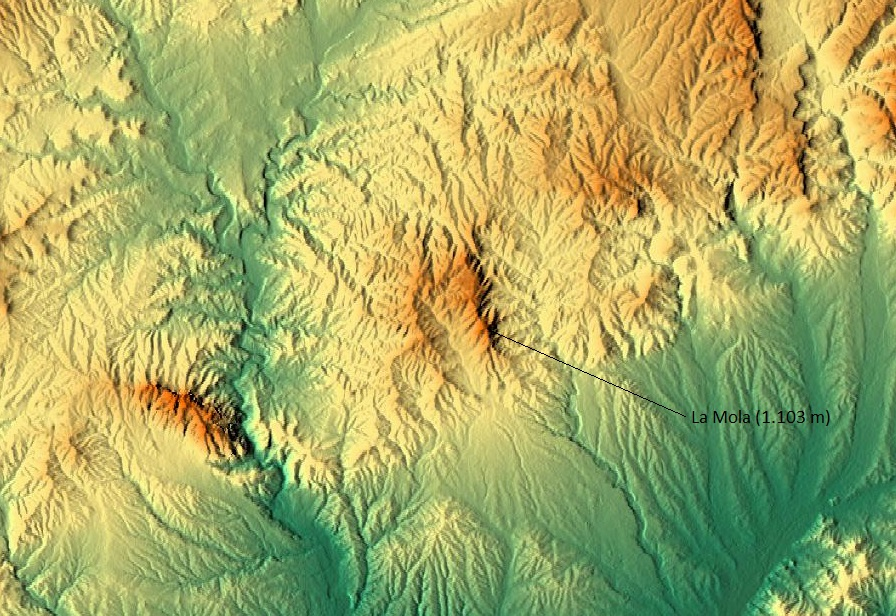
Mapa topogràfic del massís de Sant Llorenç del Munt i la serra de l'Obac, al centre, units pel coll d'Estenalles. A la imatge s'hi aprecia: el massís de la muntanya de Montserrat, al sud-oest; el pla de Bages, al nord-oest; la conca del riu Llobregat, transversal de nord-oest a sud-oest; l'altiplà del Moianès, al nord-est, i la plana del Vallès, al sud-est.

La Mola és una muntanya del massís de Sant Llorenç del Munt, el qual forma part de la Serralada Prelitoral Catalana, que és una de les dues Serralades Costaneres, un sistema dual d'alineacions muntanyoses més o menys paral·leles a la costa catalana i separades per una fossa tectònica coneguda com la Depressió Prelitoral (fossa tectònica del Vallès-Penedès en el tram central). Sant Llorenç del Munt és un dels diversos massissos o serres que conformen la Serralada Prelitoral, d'entre els quals en destaquen el massís del Montseny (Vallès Oriental, Selva i Osona), Montserrat (Bages, Anoia i Baix Llobregat), les muntanyes de Prades (al Baix Camp i la Conca de Barberà), la serra de Montsant (Priorat) o els Ports (Baix Ebre, Matarranya, Terra Alta, Baix Maestrat i Montsià).
La Mola es troba a l'extrem sud del massís de Sant Llorenç del Munt, un massís associat geomorfològicament amb la serra de l'Obac i pel qual s'hi uneix a través del coll d'Estenalles. Des de la Mola en sentit nord hi ha el Montcau (1.056 m), la segona muntanya més alta del massís, amb el qual queda unit per la carena del Pagès, la dorsal que vertebra Sant Llorenç del Munt. La Mola i el Montcau fan de divisòria de les conques hidrogràfiques de la riera de les Arenes, afluent del Llobregat (vessant occidental), i del riu Ripoll, afluent del Besòs (vessant oriental). Ambdós cursos fluvials discorren de nord a sud en direcció a la plana del Vallès i desemboquen a la mar Mediterrània.
Administrativament, el cim i gran part de la muntanya pertanyen al municipi de Matadepera, al nord de la comarca del Vallès Occidental i al sector nord del terme municipal. El límit de la muntanya que hi ha dins el terme municipal de Matadepera va aproximadament, en sentit nord, des dels Plecs del Llibre, passa pels peus dels monòlits de la Castellassa de Can Torres i de la Castellassa del Dalmau fins a la desembocadura de la canal de Santa Agnès a la riera Seca, a la vall de Mur, i fa frontera amb el terme de Castellar del Vallès. Des d'aquí, en sentit oest, el termenal passa per la Cadireta, els Òbits i arriba a la carena del Pagès, per on fa frontera amb el terme de Sant Llorenç Savall. D'altres poblacions properes són Mura (al nord-oest), Terrassa (al sud) o Sabadell (al sud-est).

### Relleu
En conjunt, la forma aproximada del massís de Sant Llorenç del Munt i, concretament, de la Mola, és la d'un tronc de con esglaonat en quatre trams estructurals i morfològics:
- Primer tram: va des del contacte de les fàcies Muschelkalk (una seqüència estratigràfica de roca sedimentària dipositada entre fa uns 240 i 230 milions d'anys) al nivell del monòlit del Cavall Bernat (uns 773 m)
- Segon tram: Del Cavall Bernat a Can Pobla (uns 856 m)
- Tercer tram: De Can Pobla a l'Hort dels Monjos (uns 1.030 m)
- Quart tram: De l'Hort dels Monjos al cim de la Mola (1.103 m)

## Cim

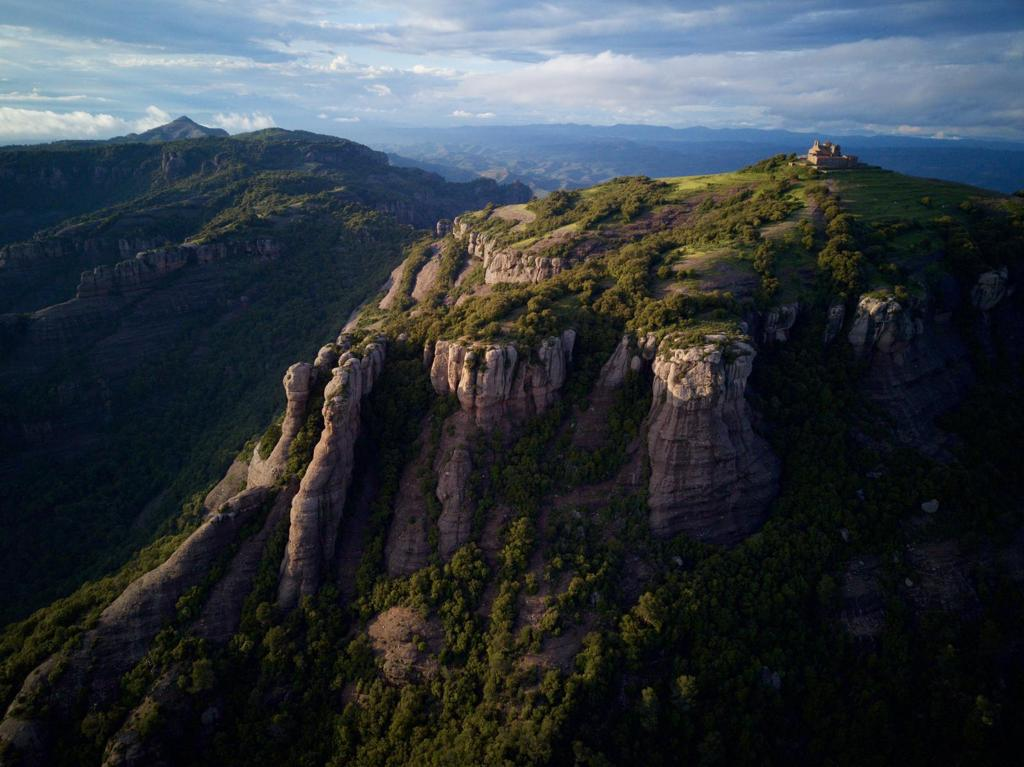
Vista aèria del cim de la Mola

El cim de la Mola té una alçada màxima de 1.103,25 m i culmina amb el conjunt monumental del monestir de Sant Llorenç del Munt, que inclou l'església romànica, la galilea (atri d'entrada) i l'edifici d'una antiga hostatgeria que actualment acull un bar-restaurant i una dependència on hi ha una exposició permanent dedicada a la història del monestir i de la Mola. Al vestíbul d'entrada del bar-restaurant s'hi troba el Punt d'Informació del Monestir de Sant Llorenç del Munt, un dels equipaments del Parc Natural de Sant Llorenç del Munt i l'Obac. Es tracta d'un taulell on els caps de setmana de temporada s'ofereix un servei d'atenció al públic i d'informació tant de la muntanya com del parc natural. Aquests edificis s'estructuren a l'entorn d'un pati central que exerceix de porta d'entrada principal al conjunt. A la banda de llevant del conjunt hi ha una era, d'una superfície d'uns gairebé 300 m², i a la banda de ponent, davant de la façana principal de l'església, hi ha un espai anomenat «plaça de Sant Llorenç», de 144 m².
Al cim també hi ha diverses instal·lacions i infraestructures relacionades amb el conjunt monumental: una zona de cisternes i dipòsits, una fossa sèptica i una zona del grup electrogen i emmagatzematge de combustible. També al cim, però localitzats a una certa distància de l'entorn monumental, hi ha una zona de llacunatge i de tractament terciari de l'aigua i un clos dels animals de càrrega que es fan servir per proveir el bar-restaurant. L'espai del cim també inclou tota la zona que envolta el conjunt monumental, d'una superfície d'unes 5 hectàrees, delimitat per l'inici de cingles i canals. Al sud, nord-est i oest de l'espai construït hi ha vestigis d'antigues feixes de conreu. No hi ha accés rodat fins al cim.

### Monestir

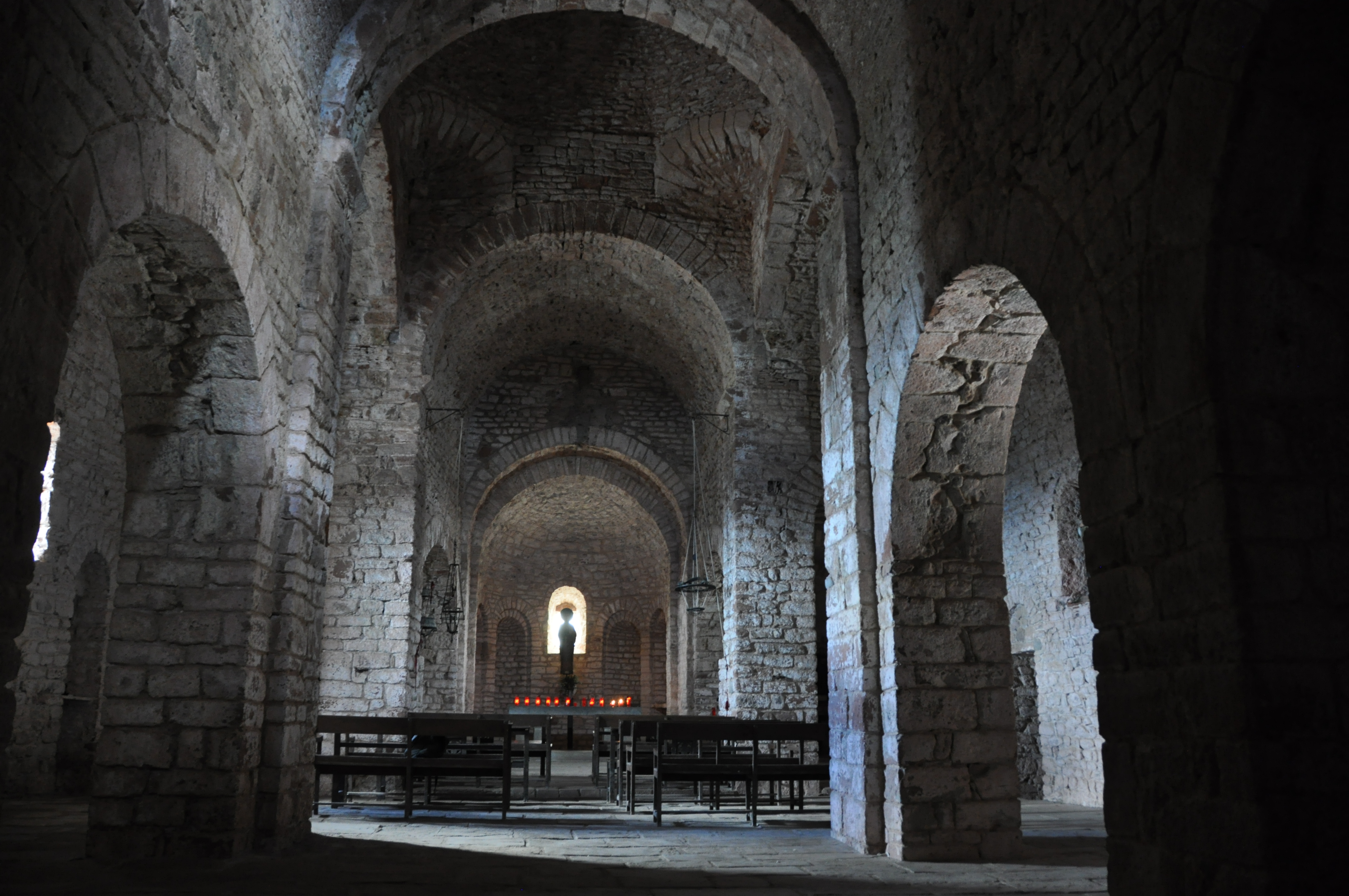
Nau central de l'església

Sant Llorenç del Munt és un monestir benedictí d'origen romànic situat al cim de la Mola. L'església, edificada entre el 1045 i el 1064, té una planta de creu grega, amb un cimbori al creuer, tot i que interiorment predomina la impressió d'un edifici de pla basilical amb tres naus i tres absis. Forma part del bisbat de Terrassa. El juny del 1931 la Generalitat de Catalunya va declarar el monestir Bé Cultural d'Interès Nacional en la classificació de «Monument històric».

### Restaurant
Adjacent al monestir, situat en estances antigues, hi havia el restaurant «La Mola». L'establiment, que era el restaurant de més alçada del Vallès Occidental, va començar a funcionar el desembre de 1966. Els fundadors i primers propietaris van ser Josep Gimferrer i Teresa Tortosa, veïns del barri de la Barceloneta, de Barcelona, els quals van traslladar-se a viure-hi juntament amb els seus fills Gemma i Xavi. Un dels factors d'èxit de la continuïtat del restaurant va ser la connexió del Vallès i Barcelona gràcies a l'obertura dels Túnels de Vallvidrera, una obra que tot i ser aprovada el 1967, va començar el 1970 i no es va acabar fins al 1991. El canvi més important del restaurant va ser quan va passar de propietat privada a la Diputació de Barcelona, quan es va aprovar el Parc Natural de Sant Llorenç del Munt i l'Obac, l'any 1987.
Des de l'obertura del negoci fins al seu tancament al 2024, s'utilitzaven mules i ases per transportar el material i menjar necessaris per abastir el restaurant. Els animals, guiats normalment per dues persones, feien un màxim de quatre viatges per setmana.

### Taula d'orientació

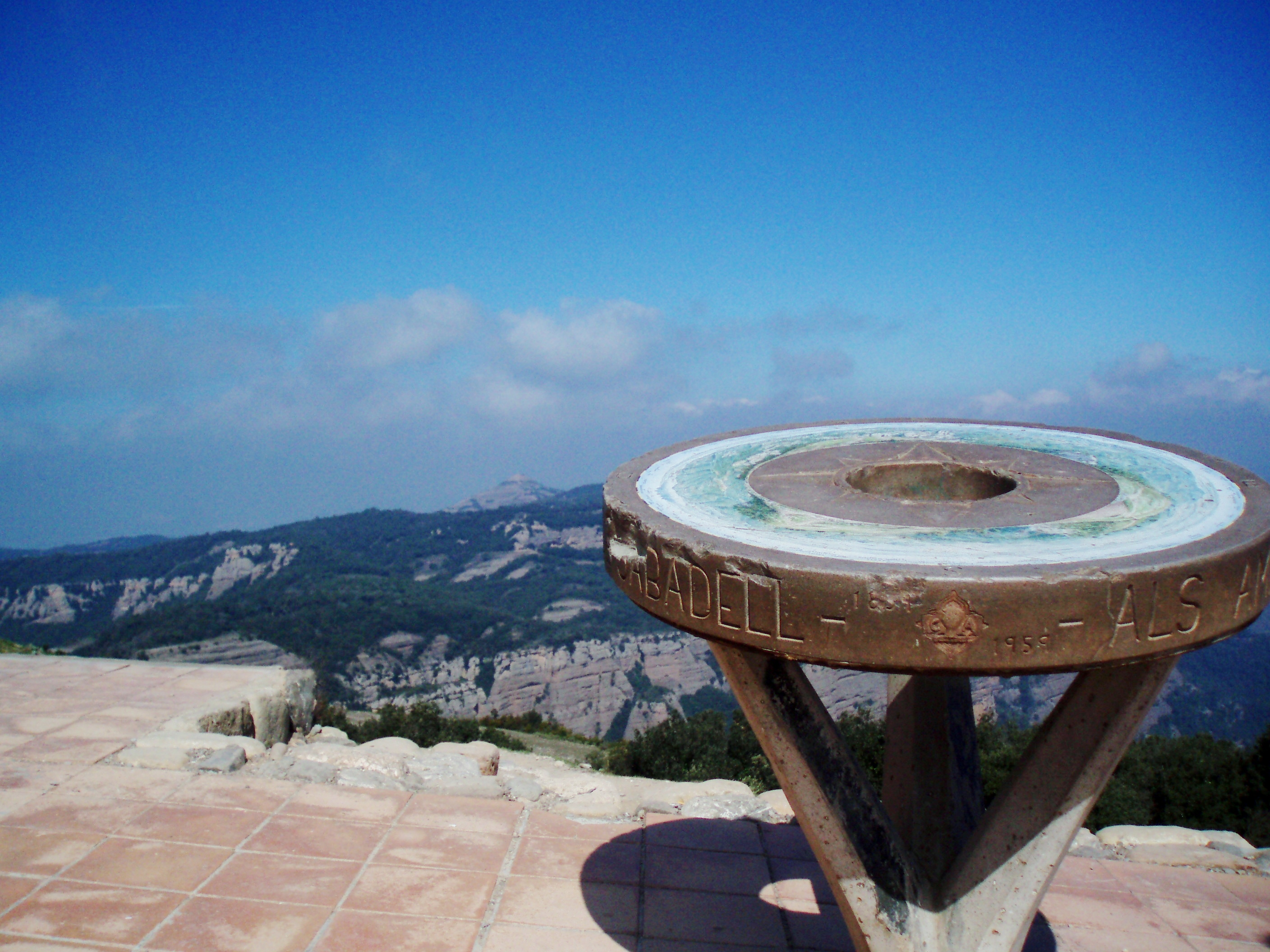
La primera taula d'orientació, instal·lada el 1960, va ser renovada el 2009.

A l'era de fora el monestir hi ha una taula d'orientació geogràfica que identifica els elements del paisatge que són visibles. La taula, inaugurada el 22 de maig del 2016, és la tercera que hi ha hagut al cim de la Mola i es tracta d'un element emblemàtic de la muntanya. L'any 1960 Caixa Sabadell va promoure la col·locació de la primera taula en el marc dels actes de celebració del seu centenari. L'any 2009 va ser renovada per complet.
La primera persona que exposà públicament la idea de col·locar una taula d'orientació al cim de la Mola va ser l'excursionista i escriptor sabadellenc Joan Montllor i Pujal (1874-1960), la qual cosa defensà en el discurs inaugural de la sessió del curs 1911-1912 del Centre Excursionista del Vallès.
| «                                              | “La tasca duta á terme es ben poca cosa comparat ab lo que podriam y deuriam fer ab el degut temps, si arrivessim á ésser una forsa positiva y sapiguessim treure fruyt artistich-cientifich de les nostres excursións. Ara mateix, á fi de donar major interés á la montanya de Sant Llorens del Munt y d'aprofitar sa privilegiada situació, podriam, tal vegada, conseguir ab facilitat relativa l'instalació a la torre de la Mola, convenienment disposada, un modest observatori meteorológich, un petit telescopi y una taula d'orientacións topografiques | » |
| — Revista de Sabadell (9 de novembre del 1911) | |   |

Altres precedents de la taula d'orientació de la Mola, com també de la del cim del Montcau, són els dos dibuixos en projecció esfèrica de les vistes des del cim de la Mola i el Montcau, respectivament, inclosos en la Guia monogràfica de Sant Llorenç del Munt, una monografia editada pel Centre Excursionista de Terrassa i publicada el 15 d'agost del 1936. Si bé els dibuixos no estan signats, en les primeres pàgines de la guia hi diu: "En la confecció del mapa i gràfics han intervingut els senyors Escuder, Gorina i Duc”. La gran similitud en els dibuixos i en la interpretació del paisatge de les taules posteriorment instal·lades en aquests cims, situen aquells croquis com un antecedent clar d'ambdues taules.

### Vèrtex geodèsic
A la banda nord del monestir hi ha un vèrtex geodèsic (codi 285114001), utilitzat per a triangular el territori, combinat amb altres vèrtexs, per tal de cartografiar, mesurar i acotar el terreny. El vèrtex forma part de la Xarxa Utilitària de Catalunya, de l'Institut Cartogràfic i Geològic de Catalunya, i de la Xarxa d'Ordre Inferior (Red de Orden Inferior), de l'Institut Geogràfic Nacional d'Espanya. El punt més alt del cim es troba a la terrassa on hi ha el vèrtex geodèsic, al sud-oest d'aquest, i a tocar de la paret del monestir.

### Accessos

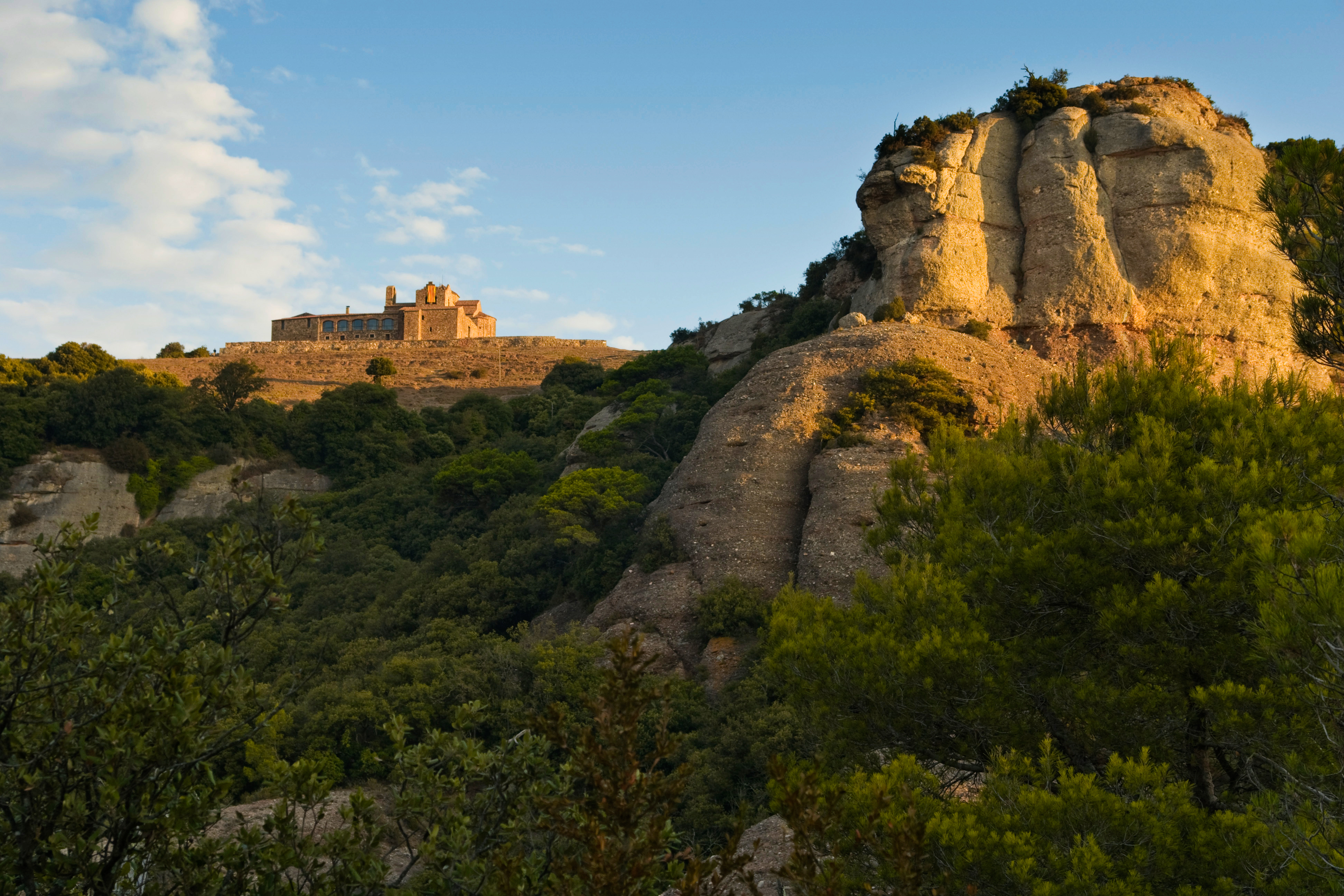
Vista del monestir des del camí dels Monjos. En primer pla, a la dreta, el Balcó, i a l'esquerra, la canal de Can Pobla.

Hi ha diversos senders i camins per accedir al cim de la Mola, a més de diversos camins i corriols que porten a altres indrets de la muntanya. No obstant això, hi ha tres senders d'accés principals:
El camí més freqüentat per pujar al cim, amb gran diferència, és el camí dels Monjos, senyalitzat com a sender de petit recorregut PR-C 31. Es tracta d'un camí històric que connecta els antics nuclis monacals de Sant Cugat del Vallès i Sant Llorenç del Munt. L'inici d'aquest camí se sol fer des del lloc anomenat "els Dipòsits", situat al capdamunt del carrer de les Belles Roques, a Matadepera, on hi ha un aparcament. El camí comença a una alçada d'uns 635 m i té un desnivell de 481 m al llarg de 2,563 km.
El segon camí més freqüentat és el camí que surt dels aparcaments de Can Robert, senyalitzat com a sender local SL-C 50. El camí passa per la necròpolis medieval de Can Robert, passa a prop de Can Pobla i s'ajunta al camí dels Monjos a l'indret anomenat Pi del Vent. L'inici és a 672 m d'alçada i té un desnivell de 426 m al llarg de 3,52 km. Ambdós camins, situats al vessant sud de la muntanya, són els més curts i de més fàcil accés i, l'any 2012, tenien una freqüentació mitjana, en conjunt, d'unes 14.000 persones cada mes. En conseqüència, es tracta dels dos camins d'accés a la Mola més degradats i erosionats per l'ús públic (primer, el camí dels Monjos, seguit del camí de Can Robert).
El tercer camí més freqüentat és el camí que surt del coll d'Estenalles, senyalitzat com a sender local SL-C 54 i que ve des del vessant nord del massís. El camí comença al costat del Centre d'Interpretació del Coll d'Estenalles i segueix una pista forestal fins al coll d'Eres, lloc on conflueix el camí carener que porta al cim del Montcau. Des d'aquest punt, continua per la carena del Pagès, passa a prop dels Òbits i del Morral del Drac fins a arribar al cim de la Mola. L'inici és a 869 m i té un desnivell de 552 m al llarg de 5,8 km. Aquest camí, l'any 2012, tenia una freqüentació mitjana d'unes 2.000 persones cada mes. El tram que va des del coll d'Estenalles al coll d'Eres també és lloc de pas del GR 5, el qual uneix Sitges i Canet de Mar.

## Clima

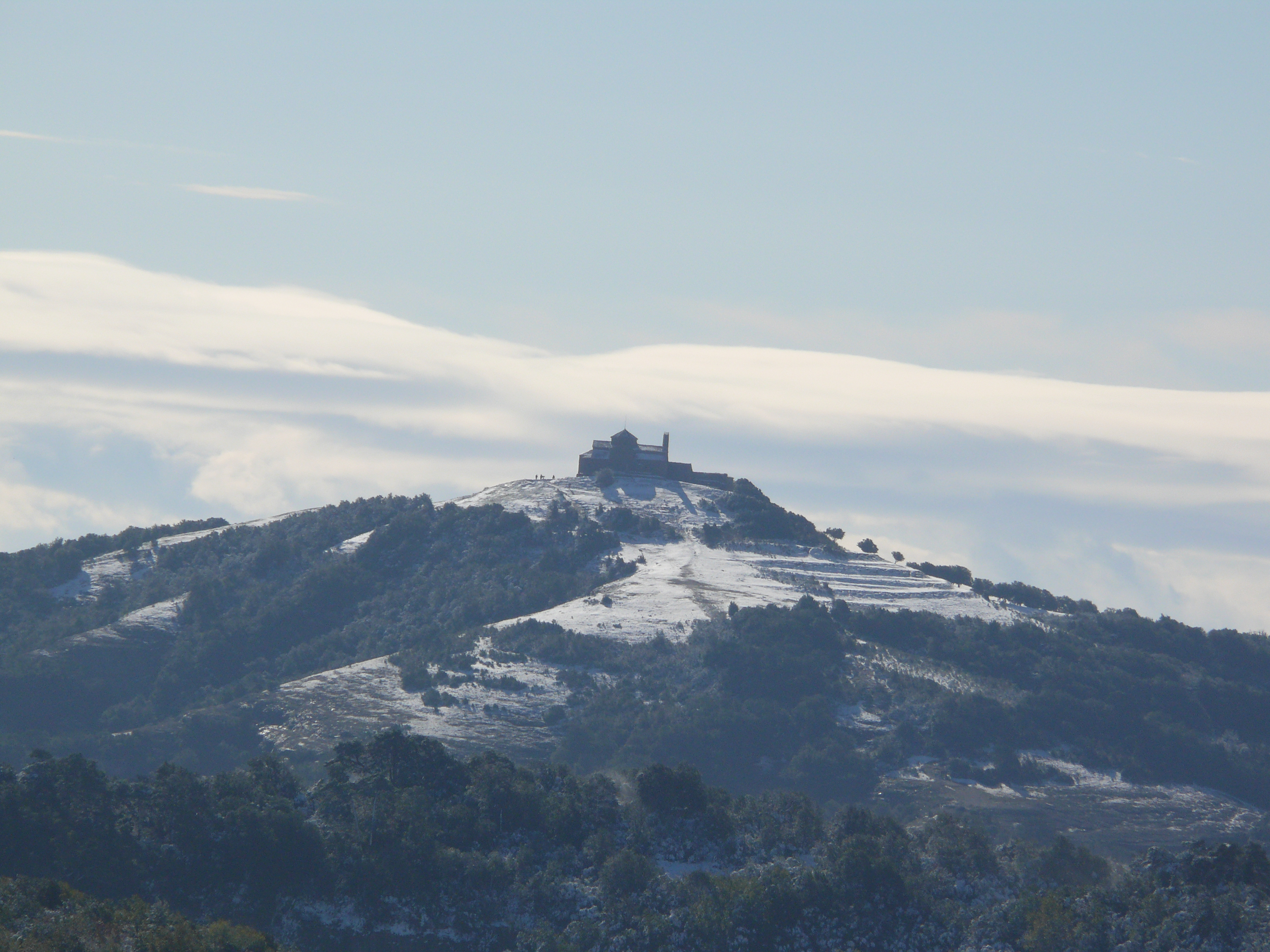
El cim de la Mola nevat

La Mola i, en general, el massís de Sant Llorenç del Munt i la serra de l'Obac té un clima mediterrani subhumit que es caracteritza per tenir unes temperatures força suaus, uns estius relativament secs, tot i que no són totalment àrids, i un règim pluviomètric en què l'estació de màxima precipitació és la tardor, seguida de la primavera. A causa d'aquest clima, els boscos principals són alzinars i pinedes. A nivell comarcal, el Vallès Occidental és de clima mediterrani de tipus Prelitoral Central, en què la precipitació mitjana anual està compresa entre 600 mm/m² i 650 mm/m², mentre que els valors màxims s'assoleixen a la Mola.
Al cim de la Mola, la precipitació mitjana anual és de més de 800 mm/m². Al vessant oriental, a la vall del riu Ripoll, la humitat augmenta respecte la plana vallesana on la pluviometria és d'uns 500-600 mm/m². Pel que fa a l'estacionalitat de les precipitacions, l'època més plujosa és la tardor, seguida de la primavera, l'hivern i l'estiu, la més seca. La muntanya està exposada a tempestes locals estivals que poden estar originades per la forta condensació de les masses d'aire marítim sobre l'aire sobreescalfat interior que, en contacte amb el massís, origina una forta ascenció orogràfica, fenomen que pot donar lloc a tempestes devastadores com la que s'esdevingué el 25 de setembre de 1962, coneguda com la riuada del Vallès Occidental del 1962, en què es van registrar 182 l/m² en 24 hores al cim de la Mola i es van desbordar les conques del Besòs i el Llobregat provocant la mort d'unes 700 persones.
Tèrmicament, la mitjana anual a la plana vallesana és d'uns 15 °C (amb temperatures entre 6 °C i 8 °C de mitjana a l'hivern i d'entre 22 °C i 23 °C de mitjana els estius), mentre que a dalt la muntanya la temperatura pot arribar a ser extrema a l'hivern, degut a l'alçada. Les nevades tenen poca importància tot i que hi neva algunes vegades, especialment al cim de la Mola, i la neu s'hi conserva bastants dies, principalment als obacs.
El novembre del 2019 es va instal·lar una estació meteorològica al cim de la Mola, localitzada a sobre la teulada del monestir. L'aparell facilita dades actualitzades de temperatura, humitat, vent i precipitació, i es poden consultar en línia.

## Geologia

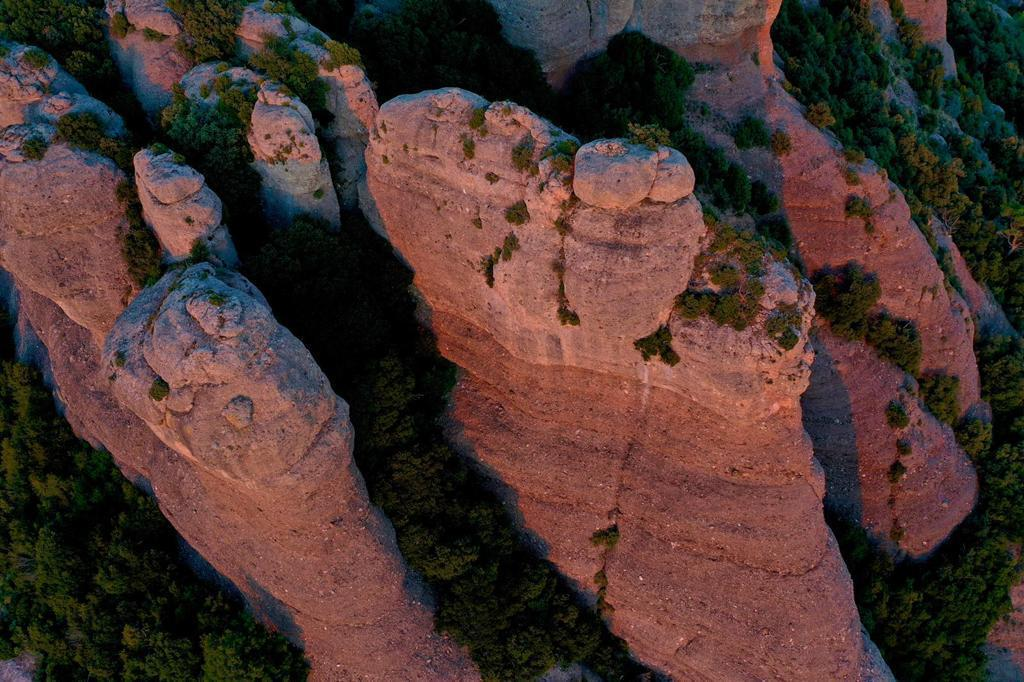
Vista aèria del cingle dels Cavalls, un exemple de cingle format per l'erosió del conglomerat.

La formació de la Mola va intrínsecament lligada a la formació del massís de Sant Llorenç del Munt. L'origen del massís s'inicià a l'Ipresià, el primer estatge geològic de l'Eocè, fa uns 55,8 ± 0,2 milions d'anys, i que acabà fa 48,6 ± 0,2 milions d'anys. Llavors, un riu cabalós desembocava a un delta on avui se situa aquest massís, que era a una línia costanera d'un mar interior desaparegut, abocant-hi sediments com ara còdols, roques, sorres, argiles, etc.
Posteriorment, el moviment tectònic de plaques va fer desaparèixer aquell mar interior, i el delta que havia creat el riu s'aixecà fins a esdevenir la forma primitiva del massís de Sant Llorenç del Munt, el qual s'anà modelant degut als agents atmosfèrics.
Format per conglomerats, presenta un relleu característic format per una successió de cingles combinats amb franges de relleu més suau que corresponen a una alternança de capes de sediments amb diferent resistència a l'erosió. Les capes dures s'erosionen més lentament i en el seu retrocés poden deixar testimonis en forma de monòlits com el Cavall Bernat o la Castellassa de Can Torres, visibles des de bona part de la plana vallesana, o el Morral del Drac on la llegenda medieval situa el cau d'un d'aquests animals mitològics. Com a tot el massís, les coves i avencs són habituals (cova del Manel, cova del Frare, avenc de can Pobla).

## Història
La història de la presència humana a la muntanya de la Mola va molt relacionada a la de la resta del massís de Sant Llorenç del Munt i la serra de l'Obac. Les característiques geomorfològiques de les parts altes de la Mola, i del massís en general, formades per roquissars de conglomerats, són molt poc adients per al poblament i desenvolupament d'activitats humanes estables degut a la manca de sòls cultivables i de pastures. Només a les parts baixes de la muntanya els dipòsits al·luvials han facilitat l'establiment de l'ésser humà, especialment a les valls del riu Ripoll i de la riera de les Arenes, als vessants oriental i occidental, respectivament, i a mesura que s'entra en contacte amb la plana vallesana.

### Prehistòria

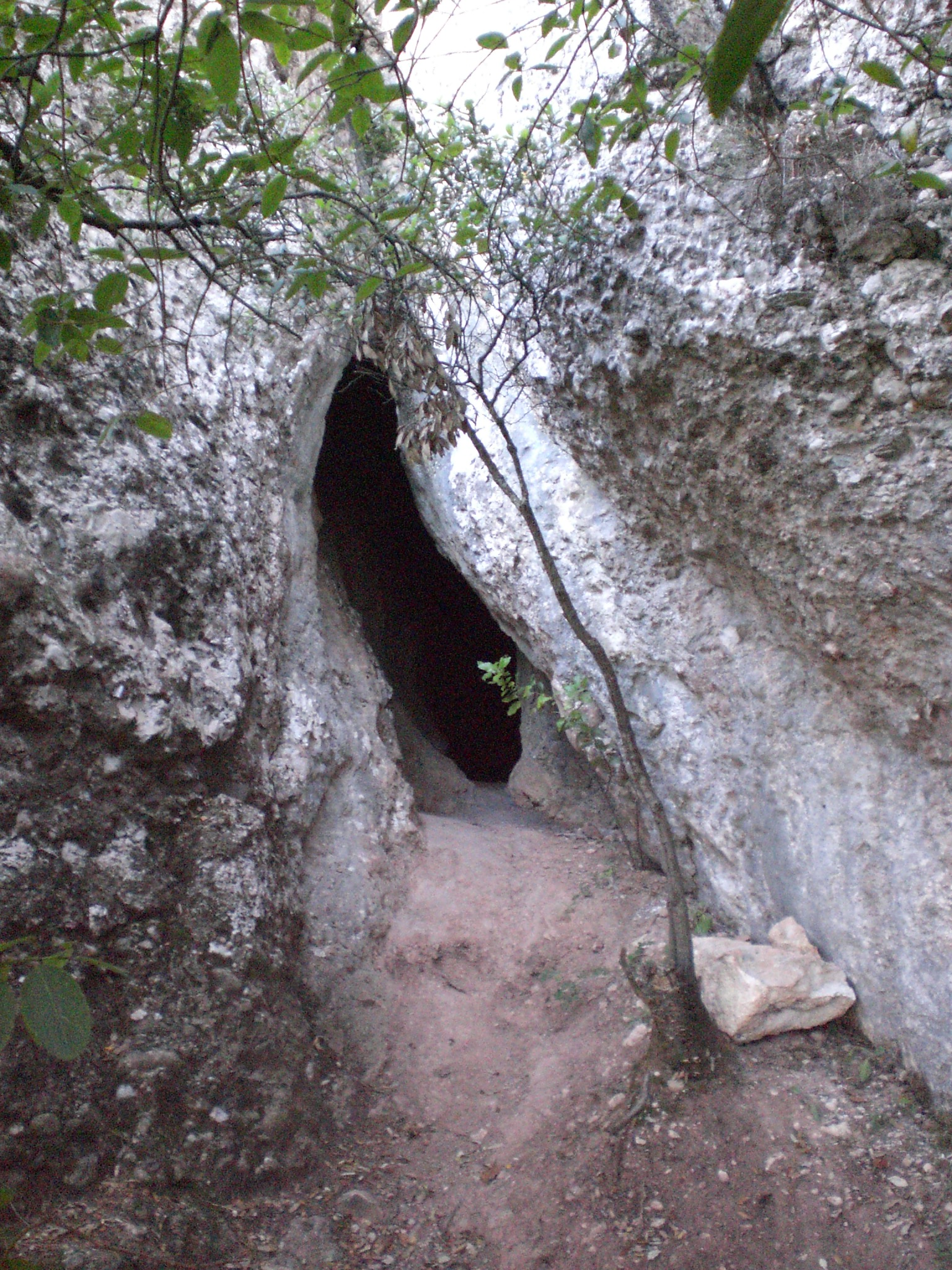
La cova de les Ànimes va ser un dels assentaments humans de la Mola durant el Neolític

La presència de nombroses cavitats naturals al massís de Sant Llorenç del Munt i a la serra de l'Obac va afavorir l'establiment d'assentaments humans des de la prehistòria, tal com demostra el considerable nombre de jaciments i objectes d'origen prehistòric (ceràmica, sílex, etc.) trobats en coves i baumes arreu del massís.
Les troballes més antigues són les de la cova del Frare, datades del període del Neolític antic cap el 3850 aC. La cova, situada al vessant sud de la Mola, a la canal de Can Pobla, es considera el jaciment prehistòric més important del massís i s'hi han recollit diversos estris de pedra, sílex i os, ceràmica, ossos d'humans i d'animals, etc. També, a la cova de les Ànimes, situada al vessant nord-est de la Mola, s'hi ha fet troballes corresponents al Neolític. S'hi han trobat disquets perforats semblants a les ànimes dels botons i fragments del gènere de petxines Cardium, utilitzades per la confecció de collarets i en la ceràmica cardial, a més d'ossos humans i d'animals i estris de sílex.
A banda, d'aquests jaciments més importants, també s'han trobat peces aïllades que s'han anat recollint en diversos punts de la muntanya, d'entre les quals en destaca una destral de bronze trobada molt a prop de la cova Negra, situada a la canal Gran, al vessant est de la Mola, i al nord de la Castellassa de Can Torres.

### Edat antiga
L'edat antiga és el període més desconegut de la muntanya. Tret d'algunes petites troballes ibèriques i romanes a les parts altes del massís, com les fetes a la Cort Fosca de Matarrodona o a la Porquerissa (ambdós indrets situats a la serra de l'Obac), les troballes més notables de vestigis es concentren als sectors més habitables de la muntanya, com a Sant Feliu del Racó, al vessant est de la Mola, o a Matadepera, al vessant sud.
Al cim de la Mola s'hi van trobar restes de ceràmica, tègules i monedes ibèriques i romanes, fet que va fer plantejar la hipòtesi de l'existència d'un santuari ibero-romà situat al cim de la muntanya. També són notables les troballes fetes al peu de la muntanya com la d'una ara d'altar paleocristiana trobada a Sant Feliu del Racó o de vestigis d'època romana (paviments, ceràmica diversa, dolis, tègules, etc.) descoberts en diversos punts de Matadepera, fet que indica la presència d'establiments pagesos en aquesta zona, segurament atrets per la comunicació que representava la via romana que passava per la riera de les Arenes.
Pel que fa el període que comprèn el final de l'edat antiga i l'inici de l'alta edat mitjana, hi ha diverses evidències de la presència de població estable en la zona de la Mola i del massís de Sant Llorenç del Munt en general. Al gairebé 2 km al nord del cim de la Mola, als Òbits, s'hi trobaren sepultures tardoromanes o altmedievals, i al coll d'Eres, situat a poc més de 3 km al nord del cim de la Mola i als peus del cim del Montcau, es van descobrir els vestigis d'un poblat visigòtic l'existència del qual només ha estat esclarida parcialment per la troballa d'una sivella de bronze dels segles V-VII.

## Pressió humana
La Mola és un cim molt amenaçat per la pressió humana; la proximitat a una àrea tan poblada com el Vallès, el monestir del seu cim i la possibilitat d'accedir amb cotxe a més de 800 m d'elevació fa que rebi més de 100.000 visites cada any. Però hi ha un aspecte encara més agressiu sobre el medi natural: les construccions de les urbanitzacions de Matadepera s'enfilen fins als 700 m d'altitud, a les portes de la primera cinglera. I aquestes construccions no són herència del passat, hi ha construccions recents (2005) sota el Cap de Mort i la Roca de les Onze Hores.
Els gradients de les carreteres que pugen a la Mola i a les urbanitzacions adjacents són bastant costeruts i en alguns indrets arriben al 22%.